# Kroktjärnen (Dorotea socken, Lappland, 714627-152487)
Kroktjärnen är en sjö i Dorotea kommun i Lappland och ingår i Ångermanälvens huvudavrinningsområde.